# 胡錫進
胡 錫進（こ しゃくしん、フー・シージン、1960年4月7日 - ）は、中華人民共和国の記者・編集者。元中国共産党機関紙・人民日報系『環球時報』の編集長。

## 経歴
本籍は河南省臨汝県胡荘、出生は北京市。父の胡克顕は会計士。母は蕭金鳳。1982年、中国人民解放軍国防科学技術大学国際関係学院学士課程を経て、北京外国語大学修士課程修了。1989年、胡錫進も六四天安門事件に参加した。胡は1993年から1996年まで『人民日報』駐ユーゴスラビアの記者を務めた。1996年、中国共産党機関紙・人民日報系『環球時報』の副編集長に就任、2005年、編集長に昇格した。2021に退任。

## 発言
物議を醸す発言を度々繰り返している。
2022年7月29日、台湾訪問が取り沙汰されるナンシー・ペロシアメリカ合衆国下院議長について、中国軍による台湾入国妨害に効果がなかった場合、「台湾に入るペロシ氏の搭乗機を米軍戦闘機がエスコートすれば、それは侵略だ。人民解放軍には警告射撃や妨害を含め、搭乗機と戦闘機を強制的に駆逐する権利がある。効果がなければ、撃ち落とせ」とツイートした。